# Кров ката (коктейль)
Кров ката (англ. Hangman's Blood) — напій, вперше описаний британським письменником Річардом Г'ю у новелі «Сильний вітер на Ямайці» 1929 року. Згідно з автором:
|  | Кров ката... складається з рому, джину, бренді та портеру... На перший погляд, невинний (просто пивний), свіжий на смак, він має властивість радше посилювати, а не втамовувати спрагу, тому, щойно він зробить отвір, то згодом зруйнує весь форт. |

У 1960 роках новеліст Ентоні Берджес описав приготування напою так:
|  | До пивного келиху (568 мл) наливають подвійні (наприклад, 50 мл) частки: джину, віскі, рому, портвейну та бренді. Далі додають маленьку пляшку стауту, і поверх всього цього додають шампанське... Легко п'ється, провокує певного роду метафізичне піднесення, та майже ніколи не призводить до похмілля. |